# Todas las voces todas
Todas Las Voces Todas foi um festival de música organizado pelo pintor equatoriano Oswaldo Guayasamín que ocorreu nos dias 7, 8 e 9 de junho de 1996 para arrecadar fundos para a construção do museu La Capilla del Hombre, cujo projeto é do próprio artista. O festival, realizado no Coliseo General Rumiñahui, localizado em Quito, contou com a participação de muitos artistas latino-americanos. O festival foi seguido pelo lançamento de quatro álbuns que foram gravados ao vivo durante o festival.
O concerto durou três dias e contou com a participação de 18 grupos e cantores, a maioria estandartes da chamada nova música latino-americana.

## Faixas

### Disco 1[1][5]
| N.º            | Título                      | Compositor(es)               | Intérprete(s)                | Duração |  |
| 1.             | "Mi viejo"                  | Piero                        | Piero                        | 3:36    |  |
| 2.             | "La colina de la vida"      | León Gieco                   | León Gieco, Víctor Heredia   | 4:43    |  |
| 3.             | "Samba Landó"               | Manns, Salinas, Seves        | Inti-Illimani                | 4:43    |  |
| 4.             | "El aguacate"               | César Guerrero Tamayo        | Tercer Mundo, Alberto Plaza  | 2:53    |  |
| 5.             | "Sueño con serpientes"      | Silvio Rodriguez             | Silvio Rodriguez             | 4:54    |  |
| 6.             | "Cinco siglos"              | León Gieco, Luis Gurevich    | León Gieco                   | 3:52    |  |
| 7.             | "Yo te seguiré"             | Alberto Plaza                | Alberto Plaza                | 4:49    |  |
| 8.             | "Vasija de barro"           | Benítez, Valencia            | César Isella                 | 3:57    |  |
| 9.             | "Soy pan, soy paz, soy más" | Piero                        | Mercedes Sosa, Piero         | 4:05    |  |
| 10.            | "Cajita de música"          | José Pedroni, Damián Sánchez | César Isella, Víctor Heredia | 2:14    |  |
| Duração total: | Duração total:              | Duração total:               | Duração total:               | 39:46   |  |

### Disco 2[1][6]
| N.º            | Título                       | Compositor(es)         | Intérprete(s)                               | Duração |  |
| 1.             | "Te recuerdo Amanda"         | Víctor Jara            | Isabel y Ángel Parra                        | 2:46    |  |
| 2.             | "Aventurera"                 | Alberto Plaza          | Alberto Plaza                               | 6:44    |  |
| 3.             | "El negro Bembón"            | Félix Rodríguez        | Inti-Illimani                               | 4:39    |  |
| 4.             | "Nuestro Juramento"          | Benito de Jesús        | Pueblo Nuevo, Piero                         | 4:41    |  |
| 5.             | "Potpurri"                   | Piero, José Tcherkaski | Piero                                       | 7:11    |  |
| 6.             | "La maza"                    | Silvio Rodríguez       | Silvio Rodríguez                            | 4:19    |  |
| 7.             | "Saya"                       | Ramiro de la Zerda     | Grupo Fortaleza                             | 5:33    |  |
| 8.             | "El Fantasma de Canterville" | Charly García          | León Gieco, Tercer Mundo                    | 3:47    |  |
| 9.             | "En la frontera"             | Isabel Parra           | Isabel y Ángel Parra, Tita Parra León Gieco | 3:11    |  |
| Duração total: | Duração total:               | Duração total:         | Duração total:                              | 42:51   |  |

### Disco 3[1][7]
| N.º            | Título                         | Compositor(es)               | Intérprete(s)            | Duração |  |
| 1.             | "La belleza"                   | Luis Eduardo Aute            | Luis Eduardo Aute        | 4:22    |  |
| 2.             | "El necio"                     | Silvio Rodríguez             | Silvio Rodríguez         | 5:35    |  |
| 3.             | "Duermete junto a mi"          | D.R.A.                       | Tercer Mundo             | 3:22    |  |
| 4.             | "Sobreviviendo"                | Ramón Courno                 | Víctor Heredia           | 6:37    |  |
| 5.             | "Nuestra respuesta es la vida" | Tita Parra                   | Isabel Parra, Tita Parra | 4:57    |  |
| 6.             | "Atajitos de caña"             | Hernán Sotomayor             | Pueblo Nuevo             | 2:57    |  |
| 7.             | "No partas ahora"              | Julio Cortázar, César Isella | César Isella             | 3:31    |  |
| 8.             | "A mis amigos"                 | Alberto Cortez               | Alberto Cortez           | 3:42    |  |
| 9.             | "La Torre"                     | Chico Navarro                | Patricia Gonzalez        | 3:13    |  |
| Duração total: | Duração total:                 | Duração total:               | Duração total:           | 38:16   |  |

### Disco 4[1][8]
| N.º            | Título                          | Compositor(es)                                            | Intérprete(s)       | Duração |  |
| 1.             | "No soy de aquí ni soy de allá" | Facundo Cabral                                            | Alberto Cortez      | 3:40    |  |
| 2.             | "Potpurri de Julio Jaramillo"   | Charlo - Enrique Cadicamo / Héctor Ulloa / Claudio Ferrer | Pueblo Nuevo        | 4:07    |  |
| 3.             | "Solo le pido a Dios"           | León Gieco                                                | León Gieco          | 3:59    |  |
| 4.             | "Yo vengo a ofrecer mi corazon" | Fito Páez                                                 | Páez, Sosa, Heredia | 4:09    |  |
| 5.             | "Si te fijaras"                 | D.R.A.                                                    | Tercer Mundo        | 4:27    |  |
| 6.             | "Al alba"                       | Luis Eduardo Aute                                         | Luis Eduardo Aute   | 4:12    |  |
| 7.             | "En un rincón del alma"         | Alberto Cortez                                            | Patricia Gonzalez   | 3:50    |  |
| 8.             | "Gracias a la vida"             | Violeta Parra                                             | Mercedes Sosa       | 4:48    |  |
| 9.             | "Mariposa Tecknicolor"          | Fito Páez                                                 | Fito Páez           | 3:23    |  |
| 10.            | "Todas las voces todas"         | César Isella - Tejada Gómez                               | Todos               | 1:05    |  |
| Duração total: | Duração total:                  | Duração total:                                            | Duração total:      | 37:44   |  |

- Nota: Uma versão alternativa do quarto disco inclui como quinta faixa a canção «Y Nos Dieron Las Diez», escrita, composta e interpretada pelo espanhol Joaquín Sabina[9].